# Calzada 1.ª Sección Norte A
Calzada 1.ª Sección Norte A es una ranchería del municipio de Cárdenas ubicado en la subregión de la Chontalpa del estado mexicano de Tabasco.

## Geografía
La localidad se ubica a 3.6 kilómetros (en dirección sudeste) de la localidad de Cárdenas, la cabecera y lugar más poblado del municipio. Se sitúa en las coordenadas geográficas 18°01′17″N 93°21′00″O / 18.021389, -93.350000, a una elevación de 16 metros sobre el nivel del mar.

## Demografía
Según el Conteo de Población y Vivienda 2020, efectuado por el Instituto Nacional de Estadística y Geografía, la localidad de Calzada 1.ª Sección Norte A tiene 909 habitantes, de los cuales 449 son del sexo masculino y 460 del sexo femenino. Su tasa de fecundidad es de 2.29 hijos por mujer y tiene 250 viviendas particulares habitadas.
| Gráfica de evolución demográfica de Calzada 1.ª Sección Norte A entre 1930 y 2020 |
|                                                                                   |
| INEGI.                                                                            |